# ADCB (metropolitana di Dubai)
ADCB (in arabo بنك أبوظبي التجاري) (ex Al Karama) è una stazione della linea rossa della metropolitana di Dubai. Serve il quartiere di Al Karama.

## Storia
È stata inaugurata il 30 aprile 2010.
Originariamente chiamata Al Karama, è stata ribattezzata con la denominazione in seguito ad un accordo di sponsorizzazione con l'Abu Dhabi Commercial Bank.